# Rachelle Mozman
Rachelle Mozman (Nueva York, 1972) es una artista visual que vive y trabaja entre Nueva York y Panamá. 

## Formación
En 1994 se graduó con una Licenciatura en Bellas Artes del Purchase Collegue de la Universidad Estatal de Nueva York, Purchase y en 1998 obtiene una Maestría en Bellas Artes del Tyler School of Art de Filadelfia.

## Carrera
Su obra estudia temas como la identidad, la migración y la memoria; todo ello bajo un lenguaje poético y contenido autorreferencial.
Su primera exposición individual la realizó en la PH Gallery de Nueva York en el año 2003. Ha presentado otras muestras personales y colectivas en espacios y eventos como Metaphor Contemporary Art en Brooklyn (2006), la Galería Catherine Edleman en Chicago (2012) y en el Institute of Contemporary Art de la Universidad de Pensylvania. En el 2016 participó en la X Bienal Centroamericana y en el 2017 formó parte del proyecto LARA (Latin American Roaming Art) en el Museo de Arte Contemporáneo de Panamá (MAC).

## Reconocimientos
Mozman ha sido galardonada con los premios Príncipe Claus (2009) y Segundo Premio Lens Culture (2011). Obtuvo residencias en el Château La Napoule, Francia (2008), Light Work, Syracuse, Nueva York (2009), en Smack Mellon (2011) y en el Camera Club de Nueva York (2012).